# Smiles (Lied)
Smiles ist ein Popsong, den Lee S. Roberts (Musik) und J. Will Callahan (Text) verfassten und 1917 veröffentlichten.

## Hintergrund
Roberts und Callahan schrieben Smiles für die Musikrevue The Passing Show of 1918, Teil einer seit 1912 von den Brüdern Lee und Jacob J. Shubert produzierte Veranstaltungsreihe nach dem Vorbild der damals populären Ziegfeld Follies. Die Show, zu der Sigmund Romberg und Jean Schwartz die meisten Songs schrieben, hatte am 25. Juli 1918 im New Yorker Winter Garden Theater Premiere.

## Erste Aufnahmen und spätere Coverversionen
Zu den ersten Aufnahmen von Smiles zählt eine Piano-Instrumentalversion von Lee S. Roberts & Max Kortlander (Piano Roll QRS 251). Zu den weiteren Musikern, die den Song ab 1918 coverten, gehörten Lambert Murphy (mit dem Josef Pasternack Orchestra, Victor 45155), Henry Burr und Albert Campbell, ferner Jim Europe’s 369Th Infantry Hell Fighters Band (Pathé), Max Kortlander, in Paris Marcel's Jazz Band du Folie Bergere (Pathé). Die Aufnahme des Joseph C. Smith Orchestra (mit Harry Macdonough, Gesang) gelangte im August 1918 auf Position 1 der US-Charts.
Der Diskograf Tom Lord listet im Bereich des Jazz über 200 (Stand 2016) Coverversionen, u. a. in der Zwischenkriegszeit von Willard Robison, Red Nichols, Boyd Senter, Jean Wiener/Clément Doucet, The Original Ramblers mit Coleman Hawkins (1937), Benny Goodman, Charlie Barnet, Chris Bullock und Flavio Ambrosetti. Von den Aufnahmen aus den späteren Jahren sind die Versionen von Andy Bey, Stan Getz und Oscar Peterson hervorzuheben. Judy Garland hatte den Song in ihrem Repertoire.